# 東出輝裕
東出 輝裕（ひがしで あきひろ、1980年8月21日  - ）は、福井県鯖江市出身の元プロ野球選手（内野手）、コーチ。右投左打。2023年は広島東洋カープの二軍内野守備・走塁コーチを務める。
2013年から2015年まで一般社団法人日本プロ野球選手会第12代理事長を務めた。

## 経歴
敦賀気比高校（1学年上に三上真司が、同級生に金森久朋と東哲平がいた）2年次に第79回全国高等学校野球選手権大会でベスト8、初戦の堀越戦で四球で出塁すると、二盗・三盗を立て続けに決めて決勝点のきっかけを作るなど、当時から俊足ぶりを発揮していた。
3年次は、第70回選抜高等学校野球大会と第80回全国高等学校野球選手権大会の甲子園に、それぞれ投手兼内野手として春夏連続出場。投手で1番打者でキャプテンの役割を担ったが、選抜はPL学園、選手権は桜美林に惜敗した（2学年下には内海哲也がいた）。また当時広島東洋カープのコーチを務めていた高代延博は東出の甲子園でのプレーを見て、球団のスカウト担当に「内野手として使える」とドラフト指名候補にするよう進言したという。
第3回AAAアジア選手権大会日本代表に選出され、遊撃手として大会ベストナインを獲得。高校通算打率.464、34本塁打。1998年のドラフト会議で広島東洋カープから1位指名を受けて入団。背番号は46。

### 広島時代
1999年、高卒新人ながら1年目から出場を果たし、主に二塁手を守った。5月11日の巨人戦で2番・二塁手でプロ初先発初出場を果たし、第2打席で入来祐作から完全に詰まった内野ゴロであったにもかかわらず、二塁内野安打となり、プロ初安打を記録した。フレッシュオールスターゲームにもウエスタン・リーグの先頭打者として先発出場した。
2000年は背番号を2に変更、遊撃手にコンバートされた。二塁手のレギュラー候補であったエディ・ディアスが公式戦直前に負傷で戦線離脱し、代わりに二塁手に入った木村拓也と共に、1、2番でスタメンに名を連ねた。遊撃手として116試合に出場、守備面ではリーグ最多の25失策を記録しながら、217刺殺・356補殺、レンジファクターは5.0を超えた。
2001年、月間リーグ最多盗塁（8個）でJA全農セ・リーグGOGO賞（好走塁賞）を受賞。球団記録となるシーズン49犠打を記録。全試合に出場し、打率.262、5本塁打、35打点に加え、盗塁も自己最高の26個を記録。リーグ最多の5三塁打も記録して、主に2番打者に座る。守備面では27失策で2年続けてリーグ最多を記録するも、一方で補殺数は宮本慎也（425）・石井琢朗（417）に次ぐ411を記録した。第34回IBAFワールドカップ日本代表に選出され、予選・本選を通じて日本チームトップの10打点を記録、守備でもほとんど経験の無い三塁手を守り、ベストナインを獲得。しかし、決勝進出をかけた対キューバ戦では、1点リードの投手戦で同点適時失策を犯した。
2002年、エディ・ディアスが二塁手に入り、東出は遊撃手で開幕スタートするが、右大腿二頭筋肉離れにより、5月26日から7月7日まで2か月間近く戦線を離脱。故障の影響もあって成績は振るわなかった。この年はチームメイトで三塁手の新井貴浩と最多失策を争っていたが、上記の離脱で出場機会が減ったため、最多失策は新井となり、3年連続での最多失策は免れた。
2003年、再び二塁手へコンバートされたが、47試合の出場に留まる。
2004年は76試合に出場したが、ベンチスタートが多かった。
2005年、チーム事情から一時期遊撃手を守ったが、オリックスから菊地原毅とのトレードで移籍してきた山﨑浩司が遊撃手、木村拓也が二塁手に定着。自身は二塁手や外野の守備固めなどで出場した。7月17日の阪神タイガース戦（阪神甲子園球場）では、好投を続けていた安藤優也から延長10回決勝本塁打を打った。
2006年、マーティ・ブラウン新監督が就任し、遊撃手は前年守った山崎、二塁手にはルーキー梵英心の二遊間で開幕を迎える。しかし、山崎が打撃不振の一方、開幕戦に入って東出が途中出場などで活躍。4月後半に梵が遊撃手に回り、東出が二塁手に復帰。7月には監督推薦でオールスターゲーム出場を果たした。4年ぶりに規定打席に到達し、打率はシーズンを通じて2割8分台を維持、自身初のサヨナラヒットも打ったが、二塁打と本塁打は規定打席到達している打者の中で両リーグ最少であった（二塁打は田中賢介とタイ、本塁打は赤星憲広とタイ）。また盗塁成功率が低かった（成功11・失敗18）。守備面では、二塁手として122試合に出場し、リーグトップの277刺殺・421補殺に加えて8失策で、守備率.989でリーグ2位と成長を見せた。
2007年、打撃面では前年を下回る成績となり、スタメン、打順とも固定できない試合が増えたが、132試合に出場した。守備面では、二塁手での出場は124試合でリーグトップの419補殺、同2位の294刺殺で失策は7、守備率.990でリーグ2位。レンジファクターはこの年の規定イニングを越える二塁手としてリーグトップの6.37であった。盗塁死は前年の18から4に減少。三振数55は、前田智徳の31に次ぐチーム2位の少なさで、三振率も前田智徳に次いで下から2位。併殺打3は、規定打席到達の打者では、高橋由伸、赤星憲広、アーロン・ガイエルらと並びリーグ最少であった。一方で、二塁打、三塁打、本塁打、長打率、打点は、リーグ最少であった（規定打席到達者では、二塁打は赤星・相川亮二とタイ。三塁打は9人が0本でタイ。本塁打は赤星とタイ。パでは村松有人も本塁打0であった）。赤星と共に、2年連続で規定打席に到達して本塁打がなかった。（史上8・9人目で9・10度目）。オフに将来は現役引退後、母校の指導者となることを希望しており、教職資格を取るために早稲田大学進学が報道された。
2008年、シーズン当初は控えや下位の打順を打つことが多かったが、徐々に結果を出して1、2番に固定され、打率.360前後の成績をキープし、オールスターゲームに初めてファン投票で選出された。138試合に出場し、初の3割到達となる打率.310を記録。併殺打は前年の3よりもさらに少ない1で、2年連続でリーグ最少であった。終盤戦に負った指の負傷の影響もあり、久々の2桁となる12失策を記録したが、守備面でも年間通じて安定した。内野手最多得票となる141票にて二塁手のベストナインに選ばれる。なお、本塁打はこの年も0本に終わり、規定打席に到達しての3年連続本塁打ゼロは、1991-1993年の和田豊以来のことであった。
同年途中に球団史上最年少の28歳でFA権を取得。去就が注目されたが、球団と協議を重ね11月11日にFA権を行使せずに広島残留を表明。4年契約を結ぶとともに、単年年俸で1億円プレーヤーの仲間入りを果たした。会見では「カープで日本シリーズに出場したい」「必要とされる限りはカープに残りたい」とチームに対する愛着を語った。
2009年、5月16日に2年ぶりに外野守備（1番・右翼手で先発出場）についたが、守備機会はなかった。オールスターゲームに2年連続で出場し、地元広島で行われた2戦目にはチームから5人がスタメン出場した。シーズンでは、チームが極端な打撃不振に陥る中で、年間を通して安定した調子を保ち、142試合に出場してチームトップの打率.294を記録。三振数は規定打席到達者中最少の39個であった。前年と比べて打率は低下したものの、選球眼が向上し、出塁率は前年を上回った。二塁手としてリーグ最多の14失策であったが、チームトップの14盗塁を記録し、2年連続のベストナインに選ばれる。本拠地が広くなったこともあり、長打が増加し長打率も上昇したが、この年もまた0本塁打に終わった。規定打席到達者の無本塁打記録としては、プロ野球史上最長となる4年連続無本塁打を記録した。
2010年4月23日の巨人戦（東京ドーム）で東野峻から5年ぶりとなる本塁打を打ち、連続打席無本塁打記録は2393打席で止まった。また、オールスターゲームにもファン投票で3年連続で出場し、2試合に出場し球宴初安打を含む3安打を打つ活躍を見せた。しかし、8月下旬に右肘痛で戦線を離脱し、そのままシーズンを終えた。規定打席には到達したものの、出場試合数、打率、安打数、盗塁数は、過去5年間で最も低くなった。一方でチャンスで打席を迎えることが多く、出場試合数が減った中で自己最高の40打点を挙げた。
2011年も二塁手のレギュラーとして137試合に出場。春先は打撃不振に陥ったものの、その後はシーズンを通して安定した成績を残した。しかし、2006年から5年連続で記録していた2桁盗塁は途絶え、この年は8盗塁に留まった。
2012年も開幕を一軍で迎える。この年はシーズン序盤はスタメンで多く起用されたものの、6月10日の試合で、ゴロ捕球の際に右手中指に打球を当て、骨折して一軍登録を抹消される。その後8月に一軍に復帰するも、ルーキー菊池涼介の台頭もあり、復帰後は代打での起用が主となったため、最終的に91試合の出場に留まる。
2013年、開幕前の2月24日の紅白戦で本塁に突入した際に、左膝の前十字靭帯を断裂。3月18日には、左前十字靱帯再建術及び左半月板切除の手術を受けた。シーズン中には、「試合に出られるレベルに戻さないと、手術した意味がない」として、可能な限りリハビリに専念。シーズン中の実戦復帰は叶わなかったが、シーズン終了後の12月5日には、日本プロ野球選手会の選手総会で社団法人選手会の理事長に就任した。
2014年3月14日の春季教育リーグで、およそ1年ぶりに実戦へ復帰。同年のレギュラーシーズンでは、ウエスタン・リーグ公式戦で49試合に出場したものの、前年に続いて一軍公式戦への出場機会がなかった。10月29日には、一軍で一選手として扱うことを条件に、選手兼二軍野手コーチ補佐へ就任することが球団から発表された。
2015年には、二軍野手コーチ補佐を務めるかたわら、選手としてウエスタン・リーグ公式戦22試合に出場。22打席（すべて代打）で19打数6安打（打率.316）3打点の成績を残した。6月には3年ぶりの一軍昇格が検討されたが、チーム事情から見送られたため、結局は一軍公式戦への出場機会がなかった。レギュラーシーズン終了翌日の10月8日に、本人からの申し出で現役を引退することが、球団から発表された。同月10日にMAZDA Zoom-Zoom スタジアム広島内で開かれた記者会見では、状態が上向いていたシーズン終盤に、選手として一軍へ昇格できなかったことを引退の理由に挙げた。

### 引退後
2015年12月2日付で、日本野球機構（NPB）から自由契約選手として公示。翌3日に日本プロ野球選手会が開いた定期大会では、自身の理事長退任と、中日選手会長・大島洋平の理事長就任が承認された。
2016年以降は、コーチ専任で広島に残留。2016年から2019年まで一軍打撃コーチを務め、2020年からは二軍打撃コーチに配置転換された。2021年、二軍監督の高信二が骨折に伴う手術を受けるため、6月15日から17日までの3試合で二軍監督代行を務めた。2022年は野手総合コーチとなり、2023年は二軍内野守備走塁コーチに配置転換された。

## 選手としての特徴・人物
俊足・巧打・堅守を兼ね備える。現役時代は広島一筋17年、主に二塁手として2度のベストナインを獲得するなど、内野の要としてチームを支えた。
しかし、入団当初は「内野手はかじった程しか経験がない」状態であり、「やらされるまま練習したが興味がない分、身に付かなかった。」と述懐している。また、「チームで一番は無理でも、前田さんの次に打てる選手になればいい」「打てれば試合に出られ、守備も多少は目を瞑ってもらえる」という意気込みで前田智徳に教えを乞い、打力向上に心血を注いだ。ちなみにベストナインを獲得した2008年 - 2009年も守備範囲が広いが故に2桁失策を記録している。
森本稀哲は上原浩治の公式YouTubeチャンネルにて、松坂世代ベストナインの二塁手として東出の名前を挙げている。
2005年11月に敦賀気比高時代の同級生と結婚したことを2006年3月2日に発表した。

## 詳細情報

### 年度別打撃成績
| 年 度      | 球 団      | 試 合 | 打 席 | 打 数 | 得 点 | 安 打 | 二 塁 打 | 三 塁 打 | 本 塁 打 | 塁 打 | 打 点 | 盗 塁 | 盗 塁 死 | 犠 打 | 犠 飛 | 四 球 | 敬 遠 | 死 球 | 三 振 | 併 殺 打 | 打 率 | 出 塁 率 | 長 打 率 | O P S |
| ---------- | ---------- | ----- | ----- | ----- | ----- | ----- | -------- | -------- | -------- | ----- | ----- | ----- | -------- | ----- | ----- | ----- | ----- | ----- | ----- | -------- | ----- | -------- | -------- | ----- |
| 1999       | 広島       | 78    | 267   | 233   | 25    | 53    | 5        | 1        | 0        | 60    | 7     | 8     | 2        | 18    | 1     | 14    | 0     | 1     | 34    | 5        | .227  | .273     | .258     | .531  |
| 2000       | 広島       | 119   | 485   | 429   | 62    | 112   | 18       | 2        | 3        | 143   | 28    | 17    | 6        | 22    | 3     | 29    | 0     | 2     | 87    | 7        | .261  | .309     | .333     | .642  |
| 2001       | 広島       | 140   | 637   | 545   | 82    | 143   | 22       | 5        | 5        | 190   | 35    | 26    | 9        | 49    | 4     | 35    | 0     | 4     | 84    | 8        | .262  | .310     | .349     | .658  |
| 2002       | 広島       | 107   | 437   | 377   | 41    | 90    | 7        | 1        | 1        | 102   | 17    | 12    | 8        | 35    | 2     | 20    | 0     | 3     | 44    | 5        | .239  | .281     | .271     | .552  |
| 2003       | 広島       | 47    | 92    | 82    | 8     | 12    | 0        | 0        | 0        | 12    | 1     | 3     | 0        | 6     | 0     | 4     | 0     | 0     | 11    | 3        | .146  | .186     | .146     | .332  |
| 2004       | 広島       | 76    | 85    | 75    | 17    | 18    | 0        | 1        | 1        | 23    | 3     | 5     | 1        | 5     | 0     | 4     | 0     | 1     | 18    | 1        | .240  | .288     | .307     | .594  |
| 2005       | 広島       | 39    | 75    | 67    | 8     | 14    | 2        | 0        | 1        | 19    | 3     | 2     | 3        | 3     | 0     | 5     | 0     | 0     | 16    | 2        | .209  | .264     | .284     | .547  |
| 2006       | 広島       | 138   | 550   | 504   | 57    | 142   | 10       | 1        | 0        | 154   | 23    | 11    | 18       | 14    | 2     | 27    | 0     | 3     | 60    | 7        | .282  | .321     | .306     | .626  |
| 2007       | 広島       | 132   | 516   | 458   | 57    | 123   | 12       | 0        | 0        | 135   | 15    | 13    | 4        | 22    | 2     | 33    | 1     | 1     | 55    | 3        | .269  | .318     | .295     | .613  |
| 2008       | 広島       | 138   | 576   | 522   | 76    | 162   | 12       | 1        | 0        | 176   | 31    | 13    | 8        | 24    | 4     | 24    | 1     | 2     | 63    | 1        | .310  | .341     | .337     | .678  |
| 2009       | 広島       | 142   | 625   | 558   | 71    | 164   | 16       | 8        | 0        | 196   | 26    | 14    | 7        | 19    | 3     | 44    | 3     | 1     | 39    | 5        | .294  | .345     | .351     | .696  |
| 2010       | 広島       | 108   | 492   | 454   | 53    | 121   | 15       | 7        | 1        | 153   | 40    | 10    | 7        | 10    | 1     | 26    | 0     | 1     | 55    | 4        | .267  | .307     | .337     | .644  |
| 2011       | 広島       | 137   | 601   | 543   | 60    | 151   | 17       | 3        | 0        | 174   | 27    | 8     | 6        | 18    | 2     | 35    | 0     | 3     | 71    | 7        | .278  | .324     | .320     | .645  |
| 2012       | 広島       | 91    | 282   | 247   | 15    | 61    | 8        | 0        | 0        | 69    | 6     | 1     | 2        | 19    | 0     | 13    | 0     | 3     | 22    | 3        | .247  | .293     | .279     | .572  |
| 通算：14年 | 通算：14年 | 1492  | 5720  | 5094  | 632   | 1366  | 144      | 30       | 12       | 1606  | 262   | 143   | 81       | 264   | 24    | 313   | 5     | 25    | 659   | 61       | .268  | .312     | .315     | .627  |

- 各年度の太字はリーグ最高

### 年度別守備成績
| 年 度 | 二塁  | 二塁  | 二塁  | 二塁  | 二塁  | 二塁     | 三塁  | 三塁  | 三塁  | 三塁  | 三塁  | 三塁     | 遊撃  | 遊撃  | 遊撃  | 遊撃  | 遊撃  | 遊撃     | 外野  | 外野  | 外野  | 外野  | 外野  | 外野     |
| 年 度 | 試 合 | 刺 殺 | 補 殺 | 失 策 | 併 殺 | 守 備 率 | 試 合 | 刺 殺 | 補 殺 | 失 策 | 併 殺 | 守 備 率 | 試 合 | 刺 殺 | 補 殺 | 失 策 | 併 殺 | 守 備 率 | 試 合 | 刺 殺 | 補 殺 | 失 策 | 併 殺 | 守 備 率 |
| ----- | ----- | ----- | ----- | ----- | ----- | -------- | ----- | ----- | ----- | ----- | ----- | -------- | ----- | ----- | ----- | ----- | ----- | -------- | ----- | ----- | ----- | ----- | ----- | -------- |
| 1999  | 68    | 143   | 177   | 7     | 29    | .979     | 2     | 0     | 0     | 0     | 0     | -        | 7     | 6     | 8     | 9     | 1     | 1.000    | -     | -     | -     | -     | -     | -        |
| 2000  | -     | -     | -     | -     | -     | -        | 1     | 0     | 0     | 0     | 0     | -        | 116   | 217   | 356   | 25    | 93    | .958     | -     | -     | -     | -     | -     | -        |
| 2001  | -     | -     | -     | -     | -     | -        | -     | -     | -     | -     | -     | -        | 139   | 249   | 411   | 27    | 83    | .961     | -     | -     | -     | -     | -     | -        |
| 2002  | -     | -     | -     | -     | -     | -        | -     | -     | -     | -     | -     | -        | 107   | 171   | 268   | 16    | 56    | .965     | -     | -     | -     | -     | -     | -        |
| 2003  | 30    | 43    | 72    | 4     | 14    | .966     | -     | -     | -     | -     | -     | -        | -     | -     | -     | -     | -     | -        | -     | -     | -     | -     | -     | -        |
| 2004  | 48    | 36    | 56    | 1     | 7     | .989     | -     | -     | -     | -     | -     | -        | -     | -     | -     | -     | -     | -        | 3     | 2     | 0     | 0     | 0     | 1.000    |
| 2005  | 13    | 18    | 26    | 3     | 4     | .936     | -     | -     | -     | -     | -     | -        | 14    | 15    | 31    | 2     | 8     | .958     | -     | -     | -     | -     | -     | -        |
| 2006  | 122   | 277   | 421   | 8     | 76    | .989     | -     | -     | -     | -     | -     | -        | -     | -     | -     | -     | -     | -        | 16    | 14    | 0     | 0     | 0     | 1.000    |
| 2007  | 124   | 294   | 419   | 7     | 69    | .990     | -     | -     | -     | -     | -     | -        | -     | -     | -     | -     | -     | -        | 7     | 10    | 0     | 0     | 0     | 1.000    |
| 2008  | 137   | 316   | 475   | 12    | 80    | .985     | -     | -     | -     | -     | -     | -        | -     | -     | -     | -     | -     | -        | -     | -     | -     | -     | -     | -        |
| 2009  | 141   | 283   | 435   | 14    | 60    | .981     | -     | -     | -     | -     | -     | -        | -     | -     | -     | -     | -     | -        | 1     | 0     | 0     | 0     | 0     | -        |
| 2010  | 107   | 233   | 338   | 7     | 66    | .988     | -     | -     | -     | -     | -     | -        | -     | -     | -     | -     | -     | -        | -     | -     | -     | -     | -     | -        |
| 2011  | 136   | 336   | 378   | 11    | 59    | .985     | -     | -     | -     | -     | -     | -        | -     | -     | -     | -     | -     | -        | -     | -     | -     | -     | -     | -        |
| 2012  | 72    | 139   | 187   | 4     | 27    | .988     | -     | -     | -     | -     | -     | -        | -     | -     | -     | -     | -     | -        | -     | -     | -     | -     | -     | -        |
| 通算  | 998   | 2118  | 2984  | 78    | 491   | .985     | 3     | 0     | 0     | 0     | 0     | -        | 383   | 658   | 1074  | 79    | 241   | .956     | 27    | 26    | 0     | 0     | 0     | 1.000    |

### 表彰
- ベストナイン：2回（二塁手部門：2008年、2009年）
- JA全農Go・Go賞：2回（好走塁賞：2001年4月 最多二・三塁打賞：2009年8月）

### 記録
初記録
- 初出場・初先発出場：1999年5月11日、対読売ジャイアンツ6回戦（広島市民球場）、2番・二塁手で先発出場
- 初打席：同上、1回裏に入来祐作から一塁ゴロ
- 初安打：同上、3回裏に入来祐作から二塁内野安打
- 初盗塁：1999年6月25日、対読売ジャイアンツ11回戦（広島市民球場）、1回裏に二盗（投手：バルビーノ・ガルベス、捕手：村田真一）
- 初打点：同上、6回裏にバルビーノ・ガルベスから中前適時打
- 初犠打：同上、8回裏に南真一郎から一塁前犠打
- 初本塁打：2000年4月8日、対阪神タイガース2回戦（広島市民球場）、3回裏にグレッグ・ハンセルから右越同点ソロ

節目の記録
- 1000試合出場：2008年9月20日、対中日ドラゴンズ23回戦（広島市民球場）、2番・二塁手で先発出場 ※史上429人目
- 200犠打：2009年5月20日、対オリックス・バファローズ2回戦（京セラドーム大阪）、1回表に山本省吾から三塁前犠打 ※史上28人目
- 1000本安打：2009年9月9日、対東京ヤクルトスワローズ19回戦（明治神宮野球場）、4回表に石川雅規から左前安打 ※史上254人目
- 250犠打：2012年4月19日、対横浜DeNAベイスターズ6回戦（MAZDA Zoom-Zoom スタジアム広島）、6回裏に山本省吾から三塁前犠打 ※史上13人目

その他の記録
- 2393打席連続無本塁打：2005年 - 2010年 ※球団記録、NPB3位[25]
- オールスターゲーム出場：4回（2006年、2008年 - 2010年）

### 背番号
- 46（1999年）
- 2（2000年 - 2015年）
- 72（2016年 - ）

### 登場曲
- 「春の歌」スピッツ（2006年 - 2015年）
- 「幻の命」SEKAINOOWaRI（2006年）
- 「えにし」スピッツ（2011年）

## 関連情報

### ドラマ出演
- ドリーム☆アゲイン - 本人役で登場。打席に立つも記録は空振り三振。